# Твердохлібов Арсеній Савелійович
Твердохлі́бов Арсе́ній (Арсе́нтій) Саве́лійович (1914–1952) — радянський військовик, учасник Другої світової війни, Герой Радянського Союзу (1943).

## Біографія
Народився у 1914 році в селі Новоселівка Херсонської губернії (нині Доманівський район Миколаївської області) в селянській родині. Українець. Член ВКП(б) з 1933 року.
У 1930 році переїхав до міста Челябінська, де працював на Челябінському тракторному заводі.
З 1936 по 1938 роки проходив військову службу в лавах РСЧА. Брав участь у боях біля озера Хасан, за що нагороджений медаллю «За відвагу».
Після повернення до Челябінська, проходив службу старшиною 7-го відділення міліції.
Вдруге призваний до РСЧА Челябінським РВК у 1941 році. Учасник німецько-радянської війни з 29 листопада 1941 року. Воював на Центральному фронті.
Особливо командир мінометного розрахунку полкової мінометної батареї 151-го стрілецького полку 8-ї стрілецької дивізії 13-ї армії старшина Твердохлібов А. С. відзначився під час форсування річки Дніпро. 24 вересня 1943 року після 30-кілометрового маршу, під постійними нальотами ворожої авіації вміло організував виготовлення найпростіших переправочних засобів з підручного матеріалу, вчасно і без втрат переправив на правий беріг Дніпра матеріальну частину батареї, особовий і кінський склад, чим сприяв виконанню бойового завдання, поставленого командуванням.
У повоєнні роки мешкав у місті Жигульовську Куйбишевської області, де й помер у 1952 році. Похований на міському цвинтарі Жигульовська. У 2013 році з ініціативи керівництва жигульовської виправної колонії на могилі було встановлено новий пам'ятник.

## Нагороди
Указом Президії Верховної Ради СРСР від 16 жовтня 1943 року зв вміле виконання бойових завдань командування на фронті боротьби з німецько-фашистськими загарбниками та виявлені при цьому мужність і героїзм, старшині Твердохлібову Арсентію Савелійовичу присвоєне звання Героя Радянського Союзу з вручення ордена Леніна і медалі «Золота Зірка».
Також нагородений орденом Червоної Зірки (17.09.1943) та медалями, в тому числі «За відвагу» (1938) і «За бойові заслуги» (06.04.1943).